# Robert F. Colesberry
Robert F. Colesberry Jr. (* 7. März 1946 in Philadelphia, Pennsylvania; † 9. Februar 2004 in New York City, New York) war ein US-amerikanischer Filmproduzent und Schauspieler. Bekannt wurde er durch Produktionen wie den Oscar-nominierten Film Mississippi Burning – Die Wurzel des Hasses (1988), die mit vier Emmys ausgezeichnete Miniserie The Corner und die hochgelobte Fernsehserie The Wire. 
Colesberry begann seine Karriere im Filmgeschäft Ende der 1970er Jahre als First Assistant Director, Production Coordinator sowie Production Manager. Beginnend in diesem Zeitraum war er in den frühen 1980er Jahren als Associate Producer tätig, bis er 1985 mit Tod eines Handlungsreisenden als Produzent in Erscheinung trat.
1986 wurde er für die Produktion von Die Zeit nach Mitternacht mit dem Independent Spirit Award ausgezeichnet.
Colesberry starb 2004 nach Komplikationen bei einer Herzoperation.

## Filmografie (Auswahl)
- 1985: Tod eines Handlungsreisenden (Death of a Salesman)
- 1985: Die Zeit nach Mitternacht (After Hours)
- 1988: Mississippi Burning – Die Wurzel des Hasses (Mississippi Burning)
- 1988: Das Haus in der Carroll Street (The House on Carroll Street)
- 1990: Komm und sieh das Paradies (Come See the Paradise)
- 1991: Billy Bathgate
- 1994: Willkommen in Wellville (The Road to Wellville)
- 1997: Vertrauter Feind (The Devil's Own)
- 1999: Wer mit dem Teufel reitet (Ride with the Devil)
- 2000: The Corner (Miniserie)
- 2001: 61*
- 2001: K-PAX – Alles ist möglich (K-Pax)
- 2002–2004: The Wire (Fernsehserie)